# 儒學 (教育)
儒學，分為府儒學與縣儒學，為地方政府官辦之學校，係著重於科舉考業之預備，根據大清會典所定之儒學規則，儒學設置之本旨：「直省各府縣衛，各於所治立學皆祀先師，以崇矩範，開黌舍以聚生徒，時肄業以廣術業，勤訓迪以儲人才」，各府縣的儒學大多設有文廟。府儒學隸屬知府管轄，縣儒學隸屬知縣管轄，入學資格限於曾經考試及格的生員。